# БМ-14
БМ-14 (абр. від Бойова́ маши́на, індекс ГРАУ 8У32) — радянська реактивна система залпового вогню калібру 140 мм. Призначалася для знищення (придушення) живої сили та вогневих засобів противника, знищення/придушення артилерійських та мінометних батарей, знищення мотомеханізованих засобів противника, знищення легких польових дерево-земляних споруд.
Розробка БМ-14 виконувалася під керівництвом головного архітектора А. І. Яскіна і була завершена у 1958 році. Основним типом боєприпасів БМ-14 став 140-мм турбореактивний осколково-фугасний снаряд М-14-ОФ.
Бойові машини перебували на озброєнні реактивних артилерійських полків стрілецьких (згодом мотострілецьких) дивізій. Їхнє виробництво завершилося в другій половині 60-х років минулого століття.
Реактивні установки залпового вогню БМ-14 постачалися на експорт. Основними операторами були всі країни Варшавського договору, а також Алжир, Ангола, В'єтнам, Єгипет, Камбоджа, Китай, КНДР, Куба, Сирія та Сомалі. Військово-промислові комплекси Польщі та Китаї випускали БМ-14 за ліцензією. На початок XXI століття в арміях окремих країн бойова машина модифікації БМ-14-16 перебуває на озброєнні.

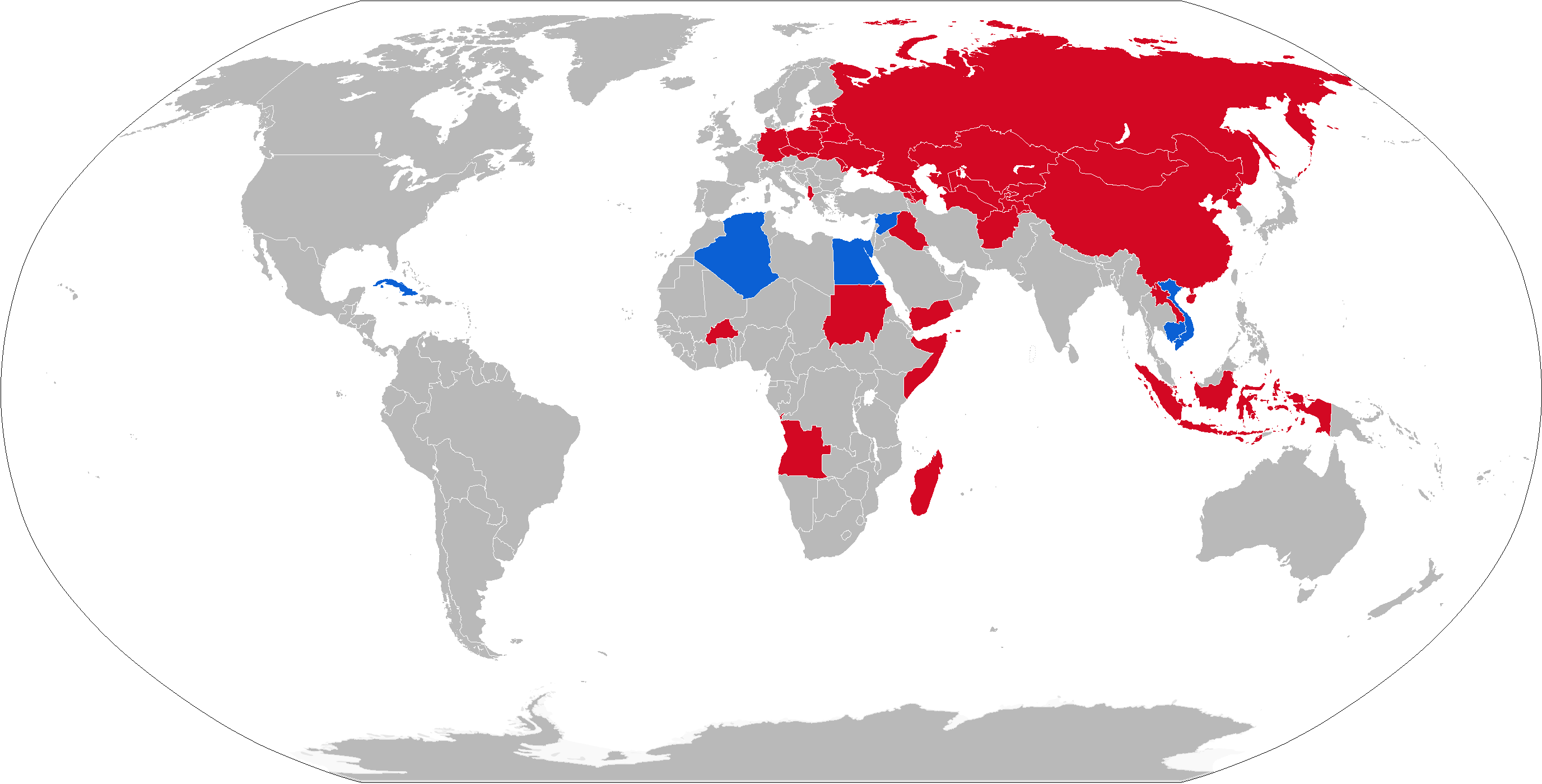
Карта операторів БМ-14 (червоний колір — колишні, синій — поточні оператори РСЗВ

## Модифікації
У 1950-ті роки в ДСОКБ-43 на основі РСЗВ БМ-14 була розроблена буксирована реактивна установка РПУ-14 для стрільби реактивними снарядами М-14.

## Оператори
- Алжир — 48 установок БМ-14 (2019)
- В'єтнам
- Єгипет — 32 установки БМ-14 (2019)
- Камбоджа — 20 установок БМ-14-16 (2019)
- ДР Конго
- Куба
- Сирія

## Зброя схожа за ТТХ та часом застосування
- Panzerwerfer 42
- 80-мм РСЗВ Raketen-Vielfachwerfer
- LARS-1
- FIROS
- Тип 63
- Valkiri
- Bateleur FV2
- Катюша (реактивна установка)
- 9К55 «Град-1»
- БМ-24
- M16
- Т-34 Калліопа
- T40 Whizbang
- RM-51
- M-63 Plamen